# 조선팔도고금총람도
조선팔도고금총람도(朝鮮八道古今總攬圖)는 서울특별시 종로구, 서울역사박물관에 있는 조선시대의 목판본 지도이다. 2008년 12월 22일 대한민국의 보물 제1602호로 지정되었다.

## 개요
이 지도는 목판본 조선전도로 조선시대 우리나라의 각 지역에 대한 역사적인 기록을 수록하여 고금(古今)을 함께 볼 수 있도록 한 지도이다. 지도의 제작자인 김수홍(金壽弘, 1602-1681)은 병자호란 때 강화성에서 순절한 김상용의 손자이며 호조참판을 지냈고, 현종 7년(1666)에는 《천하고금대총편람도 天下古今大摠便覽圖》(서13124)를 목판으로 간행하였다. 지도 좌측에 쓰여 있는 발문의 말미에 ‘계축맹하(癸丑孟夏)’라는 기록으로 보아 제작연대는 1673년(현종 14)임을 보여준다.
우리나라의 모습은 압록강과 두만강이 동서 일직선상에 있는 조선전기의 전형적인 구도를 취하고 있으며, 평안도와 함경도가 남북으로 심하게 압축된 모양을 하고 있다. 서울의 도성을 축척에 관계없이 크게 그려 수도로서의 중요성을 강조한 것도 특징이다. 경복궁이 표시되어 있으며 광화문 앞에는 의정부와 육조가 표시되어 있고 현재 조선호텔 자리에 있던 남별궁 등도 기재되어 있다. 도성 안에는 4대문, 경복궁, 창경궁, 창덕궁, 종묘, 경덕궁, 육조(六曹), 훈련원, 사직, 태학, 태평관 등이 표시되어 있고, 도성 밖으로는 경기감영, 동관왕묘, 남관왕묘 등이 표시되어 있다. 각 군현과 그곳에 대한 주기(註記)를 쓰기 위하여 하천의 유로(流路)를 바르게 표시하지 못하고 있으며, 군현의 위치도 매우 부정확하다.
이 지도는 조선 전도에 역사적인 기록을 첨가하여 역사적인 사실과 그 사실이 발생한 지역과를 결합시킴으로써 새로운 지도의 영역을 만들어냈다. 지도의 곳곳에는 여백을 이용하여 28수(宿)의 별자리 이름인 미(尾)·기(箕)를 기입했다. 이것은 조선이 미(尾)·기(箕) 분야에 속해 있음을 알려주는 것이다.

## 참고 자료
- 조선팔도고금총람도 - 국가유산청 국가유산포털
- 이 문서에는 서울역사박물관에서 공공누리 제1유형으로 배포된 자료를 바탕으로 한 내용이 포함되어 있습니다.